# قوة صلبة

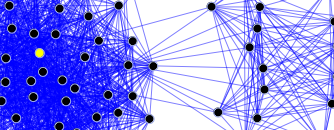

القوة الصلبة، أو القوة الساخنة، (بالإنجليزية: Hard power)‏، هي استخدام القوة العسكرية، والاقتصادية، للتأثير على سلوك، أو مصالح، الكيانات السياسية الأخرى. وغالبا ما يكون هذا النوع من القوة، أكثر عدوانية وأكثر فاعلية، وبنتائج سريعة، وذلك عندما يفرضه كيان سياسي، على كيان سياسي آخر، يتمتع بسلطة عسكرية، أو اقتصادية أقل.
تختلف القوة الصلبة، عن القوة الناعمة، التي تأتي عن طريق الدبلوماسية، والحوارالحضاري، والتاريخ، والعلاقات المشتركة.
وفقًا لجوزيف ناي، تتضمن القوة الصلبة، القدرة على استخدام سياسة العصا والجزرة، من القوة الاقتصادية، والعسكرية، لحمل الآخرين على اتباع إرادتك. وهنا، تعني كلمة «الجزرة»، تقديم حوافز، مثل تقليل الحواجز التجارية، أو تخفيض الرسوم الجمركية، أو تقديم تحالف أو حماية عسكرية، أو تقديم مساعدات مالية. من ناحية أخرى، تشكل «العصي» تهديدات - بما في ذلك استخدام التهديدات الدبلوماسية، أو التهديد بالتدخل العسكري، أو تنفيذ عقوبات اقتصادية. يصف إرنست ويلسون، القوة الصلبة بأنها القدرة على إجبار كيان آخر، على التصرف بطرق، لا يتصرف بها عادة، إذا ترك الخيار له.

## أمثلة
لقد أظهرت الولايات المتحدة، سياسة «القوة الصلبة»، فيما يتعلق بـحرب العراق، وحرب أفغانستان، وحربها المستمرة على طالبان. ولكي نكون أكثر تحديداً، كان الهجوم الأمريكي على العراق، في عام 2003، يستند إلى مخاوف بشأن امتلاك العراق لأسلحة الدمار الشامل. جزئياً بالإشارة إلى "الحرب على الإرهاب"، استخدم جورج دبليو بوش، تدابير صارمة، لاقتلاع الديكتاتور العراقي، والتعامل مع الأزمة اللاحقة في العراق. ومع ذلك، يقول العديد من النقاد، أن الحرب على العراق، جعلت الولايات المتحدة، تفقد سمعتها كرمز للديمقراطية، والعدالة.
استخدم جوزيف ناي، المصطلح لتحديد بعض التدابير السياسية، المتعلقة بـإيران أيضا. على سبيل المثال، هناك العديد من العقوبات ضد إيران، التي أقرها مجلس الأمن، التابع للأمم المتحدة، وكذلك هناك العديد من الدول مثل الولايات المتحدة، ودول الاتحاد الأوروبي، فرضت أيضا عقوبات ثنائية ضد إيران. حيث يفرض قيودا على صادرات المواد النووية، والصاروخية إلى إيران، والمعاملات المصرفية، والتأمينية، والاستثمار في النفط، وصادرات المنتجات البترولية المكررة، إلخ. تتخذ العديد من الدول مثل هذه الإجراءات لردع، برنامج الأسلحة النووية الإيراني المحتمل.